# Urumea

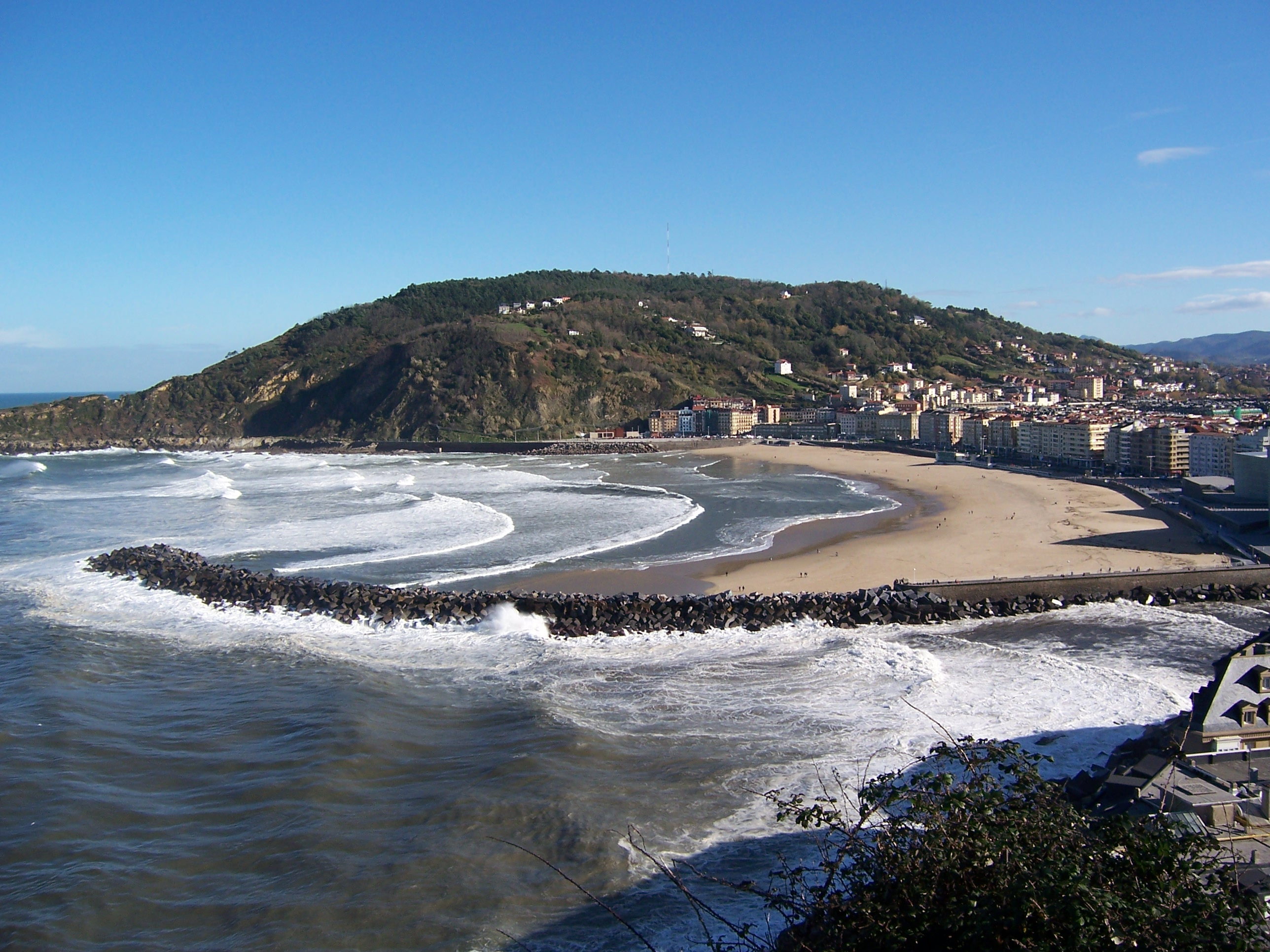
Ujście rzeki Urumea do Zatoki Biskajskiej w San Sebastián

Urumea – rzeka w północnej części Hiszpanii, uchodząca do Zatoki Biskajskiej w San Sebastián.
Rzeka Urumea ma 59,4 km długości od źródła w gminie Goizueta do jej ujścia do Zatoki Biskajskiej.
Do większych miast leżących nad rzeką należą Hernani i San Sebastián.
Ujście Urumea przyciąga surferów ze względu na zjawisko fal oceanicznych przemieszczających się do rzeki.